# Governatore della Virginia Occidentale
Il Governatore della Virginia Occidentale (in inglese: Governor of West Virginia) è il capo del governo della Virginia Occidentale. Nella costituzione della Virginia Occidentale inoltre, non è prevista la figura del Vicegovernatore, le cui funzioni sono assolte dal Presidente del Senato della Virginia Occidentale.

## Qualifiche
Per essere eleggibili occorre risiedere nello stato per almeno cinque anni e avere 30 anni di età anagrafica.

## Poteri
- Il governatore è il comandante in capo delle forze armate dello stato della Virginia Occidentale.
- Detiene il potere legislativo sufficiente per indire sessioni speciali
- Detiene il potere di veto
- Può concedere la grazia e l'indulto

## Governatori

### Comitato per la sicurezza pubblica
Partiti:
  Indipendente
| # | Foto | Nome             | Mandato        | Mandato       | Partito        |
| # | Foto | Nome             | Inizio         | Termine       | Partito        |
| - | ---- | ---------------- | -------------- | ------------- | -------------- |
| 1 |      | Edmund Pendleton | 16 agosto 1775 | 5 luglio 1776 | nessun partito |

### Stato della Virginia Occidentale
Partiti:
  Democratico (19) 
  Indipendente (1)
  Repubblicano (17)
| #  | Foto | Nome                    | Mandato          | Mandato          | Partito                  |
| #  | Foto | Nome                    | Inizio           | Termine          | Partito                  |
| -- | ---- | ----------------------- | ---------------- | ---------------- | ------------------------ |
| 1  |      | Arthur I. Boreman       | 20 giugno 1863   | 26 febbraio 1869 | Repubblicano             |
| 2  |      | Daniel D. T. Farnsworth | 26 febbraio 1869 | 4 marzo 1869     | Repubblicano             |
| 3  |      | William E. Stevenson    | 4 marzo 1869     | 4 marzo 1871     | Repubblicano             |
| 4  |      | John J. Jacob           | 4 marzo 1871     | 4 marzo 1877     | Democratico Indipendente |
| 5  |      | Henry M. Mathews        | 4 marzo 1877     | 4 marzo 1881     | Democratico              |
| 6  |      | Jacob B. Jackson        | 4 marzo 1881     | 4 marzo 1885     | Democratico              |
| 7  |      | Emanuel Willis Wilson   | 4 marzo 1885     | 6 febbraio 1890  | Democratico              |
| 8  |      | Aretas B. Fleming       | 6 febbraio 1890  | 4 marzo 1893     | Democratico              |
| 9  |      | William A. MacCorkle    | 4 marzo 1893     | 4 marzo 1897     | Democratico              |
| 10 |      | George W. Atkinson      | 4 marzo 1897     | 4 marzo 1901     | Repubblicano             |
| 11 |      | Albert B. White         | 4 marzo 1901     | 4 marzo 1905     | Repubblicano             |
| 12 |      | William M. O. Dawson    | 4 marzo 1905     | 4 marzo 1909     | Repubblicano             |
| 13 |      | William E. Glasscock    | 4 marzo 1909     | 14 marzo 1913    | Repubblicano             |
| 14 |      | Henry D. Hatfield       | 14 marzo 1913    | 5 marzo 1917     | Repubblicano             |
| 15 |      | John J. Cornwell        | 5 marzo 1917     | 4 marzo 1921     | Democratico              |
| 16 |      | Ephraim F. Morgan       | 4 marzo 1921     | 4 marzo 1925     | Repubblicano             |
| 17 |      | Howard M. Gore          | 4 marzo 1925     | 4 marzo 1929     | Repubblicano             |
| 18 |      | William G. Conley       | 4 marzo 1929     | 4 marzo 1933     | Repubblicano             |
| 19 |      | Herman G. Kump          | 4 marzo 1933     | 18 gennaio 1937  | Democratico              |
| 20 |      | Homer A. Holt           | 18 gennaio 1937  | 13 gennaio 1941  | Democratico              |
| 21 |      | Matthew M. Neely        | 13 gennaio 1941  | 15 gennaio 1945  | Democratico              |
| 22 |      | Clarence W. Meadows     | 15 gennaio 1945  | 17 gennaio 1949  | Democratico              |
| 23 |      | Okey L. Patteson        | 17 gennaio 1949  | 19 gennaio 1953  | Democratico              |
| 24 |      | William C. Marland      | 19 gennaio 1953  | 14 gennaio 1957  | Democratico              |
| 25 |      | Cecil H. Underwood      | 14 gennaio 1957  | 16 gennaio 1961  | Repubblicano             |
| 26 |      | William Wallace Barron  | 16 gennaio 1961  | 18 gennaio 1965  | Democratico              |
| 27 |      | Hulett C. Smith         | 18 gennaio 1965  | 13 gennaio 1969  | Democratico              |
| 28 |      | Arch A. Moore Jr.       | 13 gennaio 1969  | 17 gennaio 1977  | Repubblicano             |
| 29 |      | Jay Rockefeller         | 17 gennaio 1977  | 14 gennaio 1985  | Democratico              |
| 30 |      | Arch A. Moore Jr.       | 14 gennaio 1985  | 16 gennaio 1989  | Repubblicano             |
| 31 |      | Gaston Caperton         | 16 gennaio 1989  | 13 gennaio 1997  | Democratico              |
| 32 |      | Cecil H. Underwood      | 13 gennaio 1997  | 15 gennaio 2001  | Repubblicano             |
| 33 |      | Bob Wise                | 15 gennaio 2001  | 17 gennaio 2005  | Democratico              |
| 34 |      | Joe Manchin             | 17 gennaio 2005  | 15 novembre 2010 | Democratico              |
| 35 |      | Earl Ray Tomblin        | 13 novembre 2011 | 16 gennaio 2017  | Democratico              |
| 36 |      | Jim Justice             | 16 gennaio 2017  | 13 gennaio 2025  | Repubblicano             |
| 37 |      | Patrick Morrisey        | 13 gennaio 2025  | in carica        | Repubblicano             |